# Strepsirhini

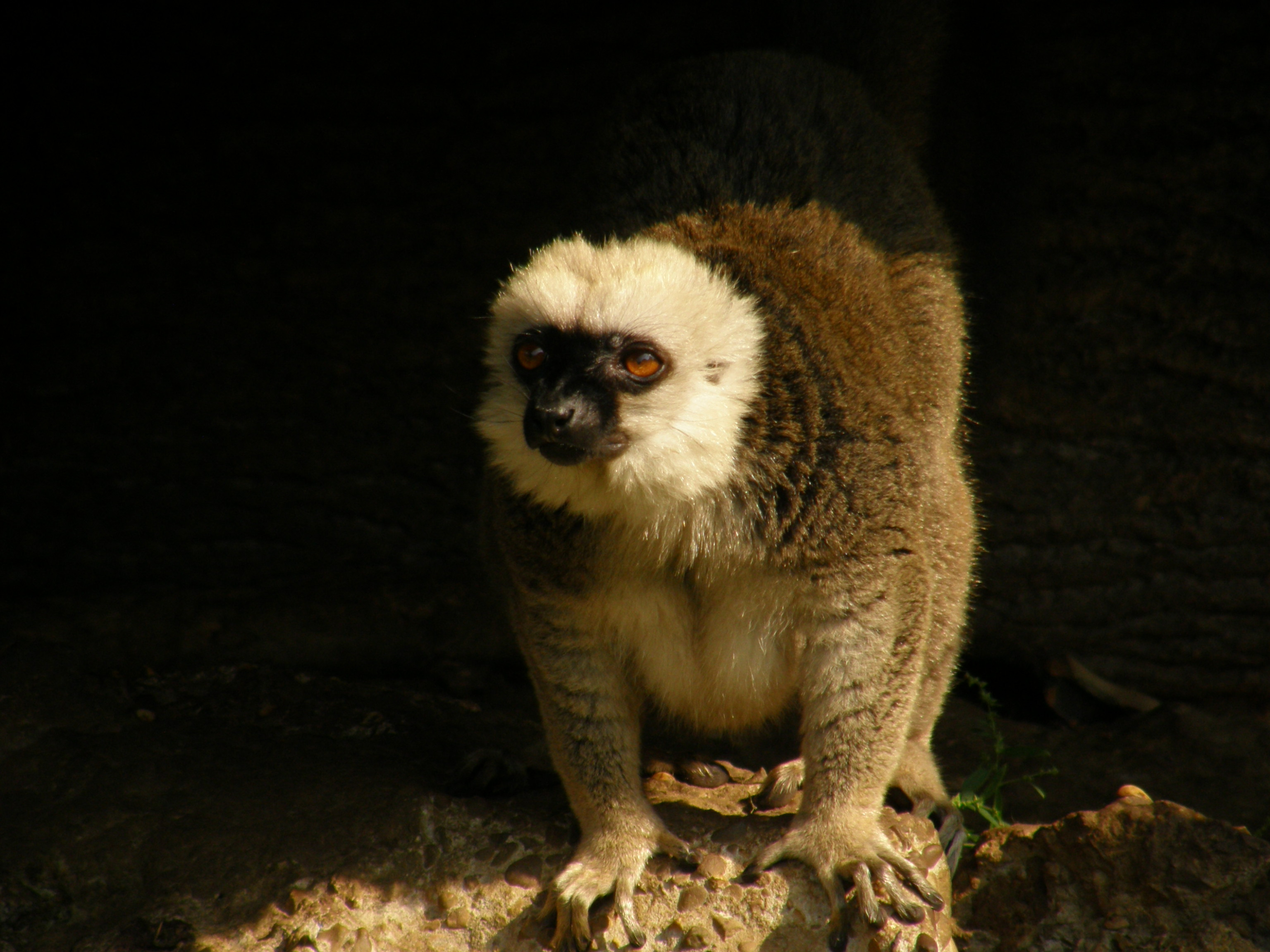
Lemur běločelý (Eulemur albifrons)

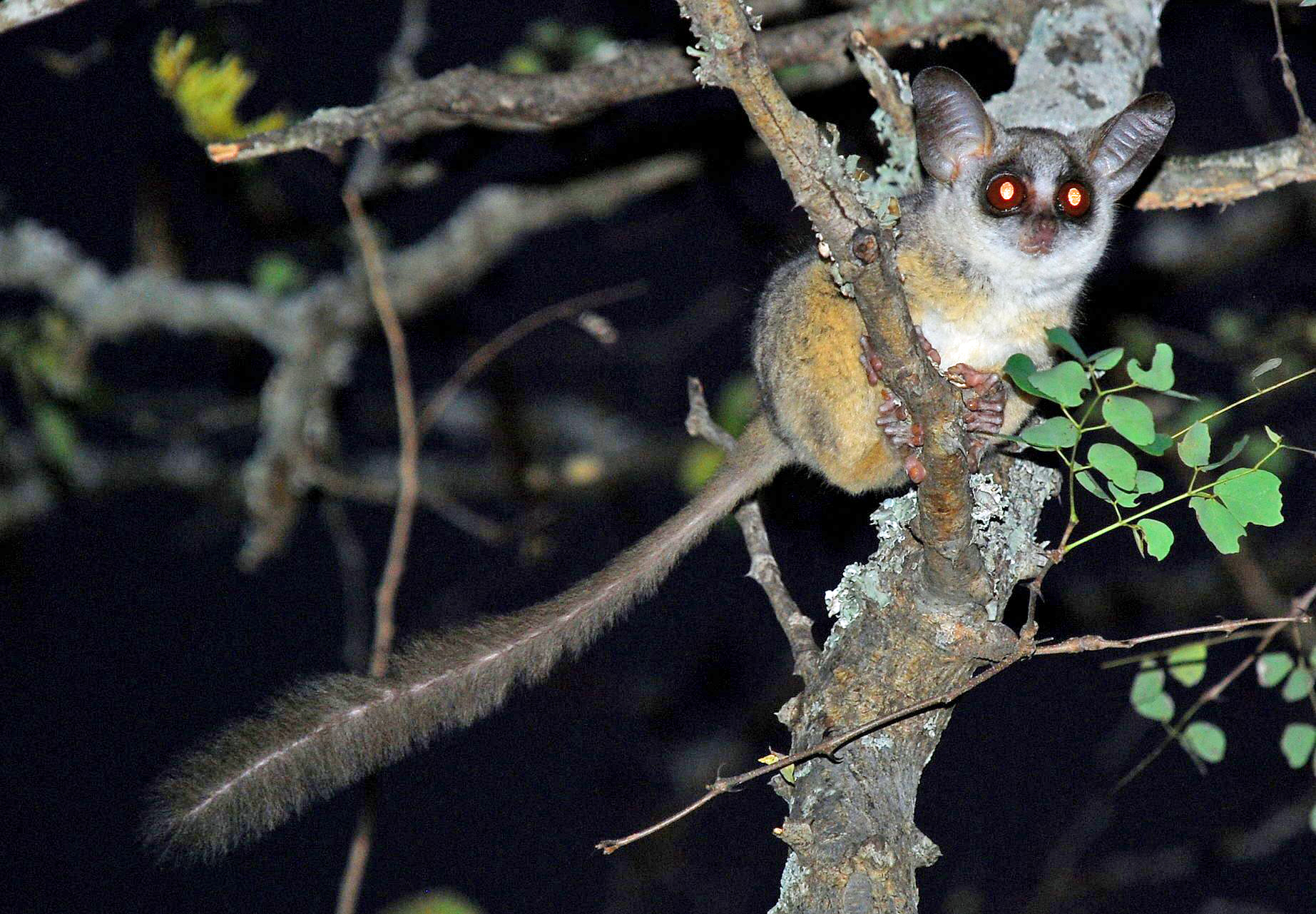
Mládě komby (Galago)

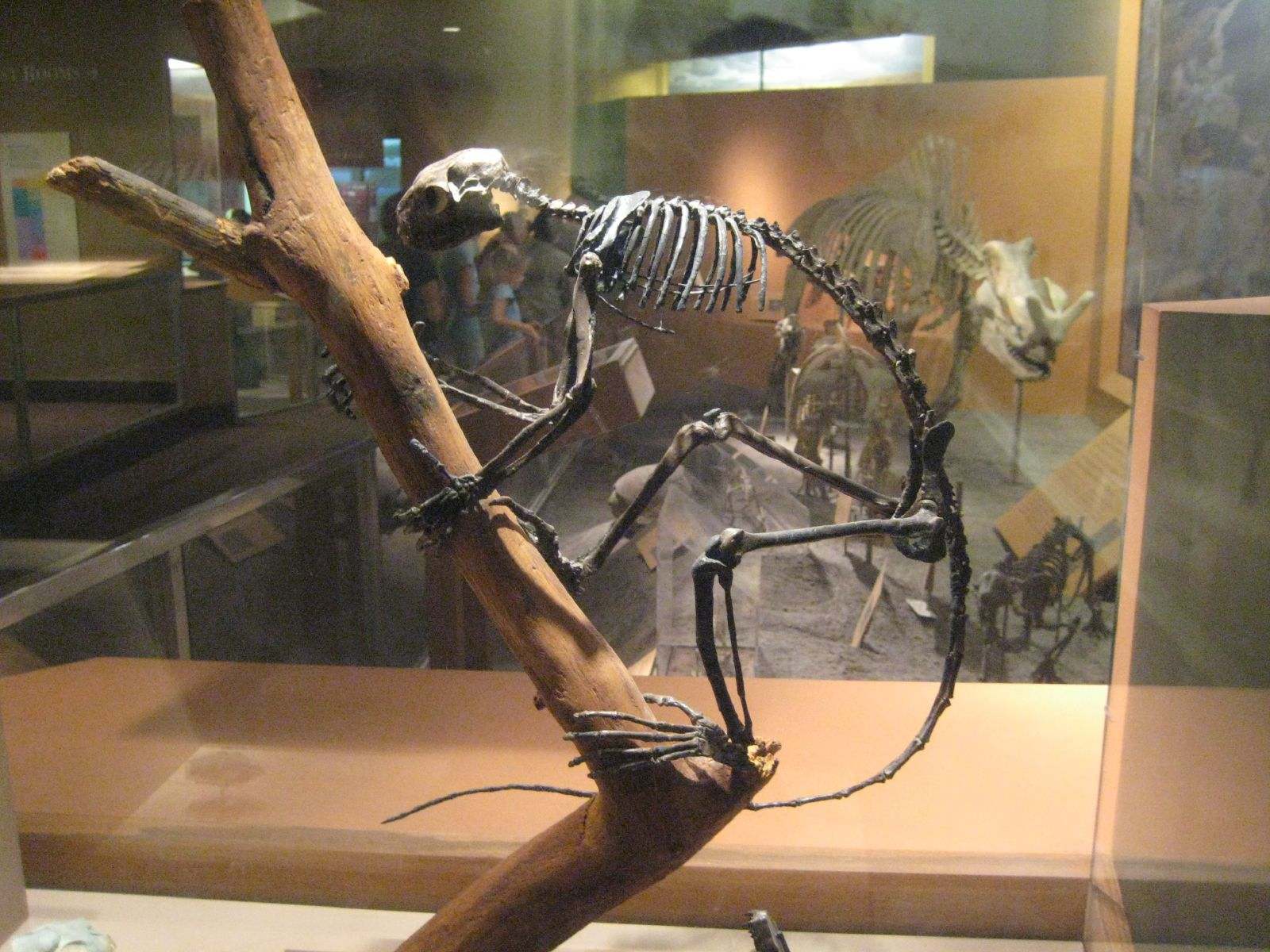
Kostra poloopice z před 50 mil. let

Strepsirhini nebo Strepsirrhini je jedním ze dvou podřádů primátů, je považován za vývojově nižší. Pojmenování podřádu znamená „vlhký nos“, což je také jedním z charakteristických rysů podřádu.

## Rozšíření
Poloopice obývají tropické a subtropické oblasti Asie a Afriky. Nejvíce jich žije na Madagaskaru (infrařády Lemuriformes a Chiromyiformes) a zbytek v Asii a pevninské Africe (infrařád Lorisiformes). Poloopice jsou také velikostně menší než opice a to zhruba o polovinu.

## Historie
Teprve rody z nadčeledě Adapoidea, např. Donruselia a Cantius, patřící do podřádu Adapiformes, mají od raného eocénu (asi před 50 mil. let) komplex znaků prokazující možnost, že jsou prapředky dnešních poloopic. Ve stejném období existovala příbuzná nadčeleď Omomyoidea s nejznámějšími rody Teilhardina a Steinius, která se svými znaky signalizuje podobnost k dnešním nártounům.
Žádná z těchto nadčeledí, předchůdců dnešních poloopic, nemá náznaky toho, že se z ní vyvinuli vyšší primáti. Proto se vyvozuje, že poloopice nejsou předchůdci vyšších primátů, ale že se oba podřády vyvíjely vedle sebe a mají pouze společného předka z pozdního paleocénu (asi před 60 mil. let).

## Popis
Poloopice jsou vývojově nižší skupinou primátů žijících na stromech. Jejich mozek je ve srovnání s vyššími primáty, vzhledem k tělesné velikosti, menší. Obličejovou část mají podlouhlou, neosrstěný a vlhký protažený čenich se smyslovými fousky je srostlý s horním rtem a je připojen k dásni, což neumožňuje výraznější mimiku obličeje. Uzavřené očnice způsobují v obličeji typický kruh kolem očí. Samice mají více párů mléčných bradavek. Ocas je většinou dlouhý, chlupatý a huňatý výjimkou je rod indri tam je krátký.
Většina poloopic jsou nočními živočichy, jsou pro to vybaveni očima se zvláštní odrazovou vrstvou zlepšující vidění za tmy, dobrým čichem a sluchem, uši mají pohyblivé boltce. Stereoskopické vidění ale nemají dokonalé, osy jejich očí nejsou rovnoběžné, ale rozbíhají se.
Téměř celý podřád (mimo ksukolovitých) má tzv. zubní hřebínek, utvořený z nižších spodních řezáků a špičáků sloužící k čistění srsti, hřebínek si čistí zvláštním podjazykovým orgánem, tzv. druhým jazykem. Dalším specifickým rysem je dlouhý, často rozeklaný dráp na druhém nebo třetím prstu sloužící k různým specializovaným činnostem. Palec u zadních končetin je oddělen od ostatních prstů, umožňuje tak pevné uchopení na větví. Zadní končetiny jsou mohutnější a delší, při skákání se jimi odrážejí a zase na ně dopadají.

## Životní projevy
Některé poloopice se živí téměř jen rostlinami (indriovití, lemurovití), jiné zas převážně drobnými živočichy. Většinou jsou nočními živočichy, některé rody se vydávají za potravou ve dne (lemurovití denní, sifaka). Svůj život v převážné míře prožívají na stromech, výjimečně při nedostatku potravy vycházejí plenit i políčka domorodců (ksukolovití).
Po větvích stromů se mnohé pohybují hbitě po čtyřech končetinách, dobře šplhají a skáčou, ovládají tzv. vertikální lpění a skákaní, jiné zase jen pomalu popolézají (outloňovití). Při pozemním přesunu za potravou skáčou jako klokani jen po zadních končetinách (kombovití). Denní nebo noční období klidu přespávají na stromech. Některé rody (makiovití) dokonce přespávají období sucha v létě kdy je nedostatek potravy, tehdy hibernují v dutinách stromů i čtvrt roku, teplota těla jim kolísá s teplotou okolí, tráví nahromaděný podkožní tuk u kořene ocasu.
Žijí v různém společenském uspořádání. Některé druhy jsou samotáři (samci kombovitých, outloňovitých), jiné monogamní a žijí v párech (indriovití) nebo polygamní a tvoří větší společenstva (lemurovití denní).

## Taxonomie
Primáti jsou v klasickém pojetí řazeni na poloopice (Prosimii) a vyšší primáty (Anthropoidea). Podřád poloopic v tomto případě zahrnoval (z recentních druhů) současné infrařády Lorisiformes (outloňovití a kombovití), Lemuriformes (lemuři), Chiromyiformes (jediný žijící druh ksukol ocasatý [aye-aye]) a Tarsiiformes (nártouni). U převládajícího současného pojetí systému (založeného na kladistických studiích) se primáti dělí na podřády Strepsirhini a Haplorhini, přičemž podřád Haplorhini zahrnuje Anthropoidea+Tarsiiformes a podřád Strepsirhini původně definovanou skupinu poloopic bez nártounů. Třetí alternativní klasifikace hodnotí nártouny pro jejich zvláštnosti jako samostatný podřád, řád primátů se pak dělí na tři podřády: Prosimii, Tarsiiformes a Anthropoidea.
- Úplné členění podřádu poloopic:[3][4]

 Poloopice (Strepsirrhini)
```
     │
     ├── infrařád 
lemuři
 (Lemuriformes)
     │     ├── nadčeleď 
lemurové
 (Lemuroidea)
     │     │     ├── čeleď 
lemurovití denní
 (Lemuridae)
     │     │     ├── čeleď 
lemurovití noční
 (Lepilemuridae)
     │     │     └── čeleď 
indriovití
 (Indridae)
     │     └── nadčeleď 
makiové
 (Cheirogaleoidea)
     │           └── čeleď 
makiovití
 (Cheirogaleidae)
     ├── infrařád Chiromyiformes
     │     └── čeleď 
ksukolovití
 (Daubentoniidae)
     └── infrařád Lorisiformes
           ├── čeleď 
outloňovití
 (Lorisidae)
           └── čeleď 
kombovití
 (Galagonidae)
```